# Albagés
Albagés, conocido hasta 1842 como Albaiges (oficialmente y en catalán L'Albagés), es un municipio español perteneciente a la provincia de Lérida, en la comunidad autónoma de Cataluña, que se sitúa en la comarca de Las Garrigas.

## Símbolos
- El escudo de Albagés se define por el siguiente blasón:

«Escudo en forma de losange de ángulos rectos: de azur, un Agnus Dei contornado tumbado y reguardando de argén portando la bandera de gules con la cruz plena de argén y el asta cruzada de argén. Por timbre una corona mural de pueblo.»
Blasón aprobado el 10 de octubre de 2007, cuando el ayuntamiento en pleno municipal acuerda cambiar el esmalte del campo del escudo de color sable a azur.
El agnus Dei tumbado simboliza San Juan Bautista, el patrón del pueblo.
Desde 1993 hasta la aprobación del escudo actual en 2007, el municipio utilizaba un escudo con el siguiente blasón: 
«Escudo en forma de losange de ángulos rectos: de sable, un Agnus Dei contornado tumbado y reguardando de argén portando la bandera de gules con la cruz plena de argén y el asta cruzada de argén. Por timbre una corona mural de pueblo.»
Blasón aprobado el 1 de octubre de 1993.

Representación del escudo actual de Albagés según su blasón oficial
Representación del escudo aprobado en 1993 de Albagés

## Geografía humana

### Demografía
Cuenta con una población de 344 habitantes (INE 2024).
| Gráfica de evolución demográfica de Albagés entre 1842 y 2021 |
| |
| Población de derecho según los censos de población del INE Población de hecho según los censos de población del INEEn estos censos se denominaba Albaiges: 1842 En estos censos se denominaba Albagés: 1857, 1860, 1877, 1887, 1897, 1900, 1910, 1920, 1930, 1940, 1950, 1960, 1970 y 1981 |

| 1900 | 1930 | 1950 | 1970 | 1981 | 1986 |
| ---- | ---- | ---- | ---- | ---- | ---- |
| 777  | 761  | 668  | 584  | 597  | 595  |

## Comunicaciones
Se puede acceder por la carretera de Albagés-Juncosa, por la carretera de Albagés-Solerás, por la carretera Albagés-Castelldans, por la pista de Albagés-Cogul y por la pista de Albagés-Cerviá.

## Casco urbano de Albagés
El plano de Albagés es un tipo de plano irregular. Las casas más antiguas, de las cuales se han formado la mayoría de los apellidos del pueblo, son las que constituyen la calle primitiva del pueblo, la calle Mayor. Es una calle un tanto empinada, que sube escalonada hasta el cerro en el que se encuentran los restos del antiguo Castillo Palacio. Alrededor de esta calle se inician el resto de las calles que forman el pueblo, ya hacia zonas más bajas. Y más a las afueras del pueblo, en la parte más baja de todo el cerro, se sitúa una pequeña urbanización.
Aunque la calle primitiva sea la calle Mayor, en él no se encuentran los servicios del pueblo, puesto que se sitúan en la parte más "nueva". 

## Los espacios verdes y edificios municipales

### El paseo de las Garrigas
El paseo de las Garrigas está en el centro de la población y es el lugar de reunión y de recreo para toda la gente, especialmente los fines de semana y veranos. Antiguamente en su lugar había balsas de agua.
Este paseo ganó un premio y se convirtió en uno de los paseos más bonitos de toda la comarca, y por eso el pueblo decidió bautizarlo con el nombre de paseo de las Garriguas.

### La iglesia parroquial de San Juan Bautista
Situada en la calle Mayor, es un ejemplo notable del barroco, con la fachada ornamentada (puerta con columnas) y un esbelto campanario de torre, con base cuadrada y dos cuerpos ochavados. En el interior hay tres naves con crucero achatado, en forma de cruz latina. La torre es hexagonal, con un hermoso capitel que fue destruido el año 1921 a consecuencia de un rayo. Desde los ventanales del campanario se puede contemplar un extenso y magnífico paisaje garrigueño. 

### Restos del antiguo Castillo Palacio
Los árabes construyeron muchos torreones (castillos) en los lugares más estratégicos y, casi siempre, cerca de algún río para disponer del agua necesaria. Uno de estos torreones era el de Albagés, edificado por el emir de Lérida, seguramente, durante el siglo IX o X. Ya entonces le dieron el nombre actual de Albagés pues estaba rodeado de campos baldíos despoblados, al cual los árabes empezaron a dar vida. Lo construyeron en el lugar más elevado de la población. Constaba de dos torres cuadradas (todas de piedra) comunicadas por un patio interior cercado por sus lados. Disponía además de unas poderosas murallas a sus lados, igualmente de piedra.
No tenían ningún inconveniente en cuanto la piedra, puesto que hay muchas rocas en todo el terreno y en lo referente al agua, suministraban la del río Set, que corre al pie del mismo Castillo. A través de los años, el castillo abandonado y medio en ruinas sufrió desperfectos a consecuencia de las circunstancias climatológicas y, también, debido a las luchas políticas. De todos modos, todavía hoy puede apreciarse en el exterior la importancia que pudo tener antiguamente ya que conserva, como fieles testigos, restas de muros de piedra.

### La plaza del Castillo
Desde el mismo lugar donde se sitúan los restos del Castillo Palacio se contempla un extenso y pintoresco panorama, razón por la que se construyó recientemente la plaza con el mirador. En ella se encuentran dos ruedas de piedra que servían para hacer aceite.

### El ayuntamientos de Albagés
Situado a la calle Santiago Rusiñol. Al principio de los tiempos, no tenían edificio propio hasta que al año 1838, por vía de acciones vecinales, el Ayuntamiento construyó la casa consistorial con entrada por la calle Mayor, al mismo lugar que ocupa actualmente. El año 1887 fue reformado y ampliado. Cuando estalló la guerra civil el año 1936 este edificio fue ocupado por el denominado "Comité Revolucionario" y destruido completamente por el bombardeo que la población sufrió en 1938. Una vez terminada la guerra, se construyó de nuevo el edificio, destinando la planta baja a almacén del Ayuntamiento. En la planta superior está la Secretaría y el Salón de Plenos con una habitación aparte para los archivos municipales y del juzgado, así como una pequeña biblioteca.

### Fábrica de harina
Situada en el paseo de las Garrigas, empezó a funcionar en 1934 y en 1956 fue renovada. Actualmente no está en funcionamiento y pertenece a un propietario privado.

### Los lavaderos públicos
El año 1896 se construyeron, a unos 50 metros del pueblo, dos grandes lavaderos para utilidad y servicio público. En la actualidad están junto al pueblo y, naturalmente, no se va a lavar la ropa. Durante el verano sirve como espacio de recreo para la juventud del pueblo.

### La escuela CEIP Virgen de Montserrat
Situada al final de la calle Montserrat, está formada por un edificio construido en dos fases. Hay construida una pista para jugar al baloncesto y fútbol; un zorral de arena, y en la parte trasera de la escuela hay un pequeño bosque de pinos.

### Cooperativa del Campo
Situada en la calle Pompeu Fabra, se elabora el aceite de oliva con denominación de origen. 

### Las piscinas
Construidas cerca del campo de fútbol. Fueron inauguradas el año 1990 lo que constituyó un gran acontecimiento puesto que en la comarca el agua es un bien escaso. Consta de dos piscinas, una grande y una pequeña, y un bar con terraza.